# Uncinia strictissima
Uncinia strictissima là loài thực vật có hoa trong họ Cói. Loài này được (Kük.) Petrie miêu tả khoa học đầu tiên năm 1914 publ. 1915.